# Zorn – Tod und Regen
Zorn – Tod und Regen ist der erste Film aus der deutschen Krimireihe Zorn. Er entstand nach dem Debütroman aus der Zorn-Reihe des Autors Stephan Ludwig. Mark Schlichter führte Regie, Mišel Matičević spielt die Titelrolle des Kriminalhauptkommissars Claudius Zorn, Axel Ranisch seinen Assistenten Schröder. Die Haupt-Gastrollen sind besetzt mit Katrin Bauerfeind, Katharina Nesytowa, Lucas Gregorowicz, Thorsten Merten, Anian Zollner und Emily Cox.
Die Reihe wurde vom MDR produziert; die Kommissare Zorn und Schröder ermitteln in Halle (Saale), wo der Film im Herbst 2013 gedreht und am 29. April 2014 uraufgeführt wurde. Die Erstausstrahlung in der ARD erfolgte am 8. Mai 2014.

## Handlung
Hauptkommissar Claudius Zorn ist ein eigenbrötlerischer, desillusionierter Ermittler, der mit seinem Ruf, nicht besonders erfolgreich zu sein, recht gelassen umgeht. Unangenehme Aufgaben wie Büroarbeit überlässt er gern seinem Assistenten, Hauptkommissar Schröder, der die Macken seines Chefs geflissentlich übersieht und mit offensichtlicher Begeisterung seiner Arbeit nachkommt.
Eines Abends wird im herbstlich-regnerischen Halle eine Frau in einer dunklen Seitenstraße von einem vermummten Täter hinterrücks niedergeschlagen. Im Keller eines Abrisshauses fesselt der Täter die Frau an einen Stuhl, schneidet ihr die Arterien in den Kniekehlen durch und lässt sie verbluten. Am nächsten Tag wird die Blutlache gefunden, doch von der Leiche fehlt jede Spur. Staatsanwalt Sauer beauftragt Zorn und Schröder mit dem Fall und offenbart Zorn, dass er ihn schon länger beobachte und ihm hiermit eine Chance geben wolle. Zorn solle ihn über jedes noch so kleine Detail der Ermittlungen informieren. Dieser zeigt sich wenig begeistert von der vielen Arbeit, Schröder hingegen beginnt, akribisch und mit Feuereifer zu ermitteln. 
Noch am selben Tag wird eine zweite Tote gemeldet, eine Selbstmörderin. Deren Mann, Henning Mahler, erzählt Zorn von den schweren Depressionen seiner Frau, die sie seit dem Fahrradunfall der gemeinsamen Tochter durchlitt. Das Mädchen wurde von einem unbekannten Autofahrer überfahren, liegt seither im Krankenhaus und wird vielleicht nie wieder laufen können.
Schließlich wird die Leiche des ersten Opfers auf einer Bank nahe dem Gimritzer Wehr an der Saale gefunden. Die Frau kann jedoch zunächst nicht identifiziert werden. Zorn studiert die von Sauer erhaltene Akte mit den bisherigen Ermittlungsergebnissen. Dabei stellt er fest, dass einige Seiten fehlen. Dies erregt sein Misstrauen gegenüber Sauer. Er trifft sich mit Sauers Sekretärin Hannah Saborowski, die ihm bereits deutliche Avancen gemacht hat, und weiht sie in seinen Verdacht ein, Sauer könnte die Ermittlungsunterlagen manipuliert haben. Sie verspricht, ihm zu helfen, da sie weiß, wo Sauer seinen Tresorschlüssel aufbewahrt. Im Gegenzug verlangt sie, dass Zorn sich auf sie einlässt, doch der begründet seine mangelnde Libido mit übermäßiger Sensibilität.
Anderntags findet Hannah in Sauers Abwesenheit die vermissten Unterlagen in seinem Tresor und übergibt sie an Zorn. Daraus geht hervor, dass die Tote vor kurzem eine Abtreibung durchführen ließ und einen Herzschrittmacher mit einer Registriernummer trug, anhand derer sie sofort hätte identifiziert werden können. Da unklar ist, welches Interesse Sauer am Zurückhalten von Informationen haben könnte, fühlt Zorn sich herausgefordert und beschattet ihn. Sauer hingegen hat bei seiner Rückkehr ins Büro entdeckt, dass er von Hannah hintergangen wurde. Abends verlässt er seine Wohnung und kann Zorn abschütteln, als er in eine benachbarte Bar geht und dort spurlos verschwindet. Unterdessen war Schröder in der Wohnung von Sigrun Bosch, der ersten toten Frau. Auf ihrem Anrufbeantworter findet er die Nachricht eines unbekannten Mannes, der sie darin wegen der erfolgten Abtreibung bedroht.
Als Hannah abends nach Hause geht, fühlt sie sich verfolgt und ruft Zorn an. Doch der wimmelt sie ab, da er gerade seine Nachbarin Malina zu Besuch hat, die in derselben Bar arbeitet, in der Sauer untertauchen konnte. So wird Hannah auf die gleiche Weise wie das erste Opfer von hinten niedergeschlagen, gefesselt und ausgeblutet. Zorn wird anderntags durch eine fingierte SMS zum Wehr gelockt und findet dort zu seinem Entsetzen ihre Leiche auf einer Bank. Kurze Zeit später taucht auch die Leiche von Sauer auf. Dieser wurde erstochen, kopfüber an der Turmbrücke der Marienkirche aufgehängt und auf den Marktplatz hinuntergestürzt.
Staatsanwältin Borck, die Nachfolgerin des ermordeten Sauer, überlässt Zorn widerwillig die weiteren Ermittlungen. Schröder findet heraus, dass zwischen Staatsanwalt Sauer, Henning Mahler und dem Barbesitzer Robert Stapic, der auch der Onkel von Malina ist, eine Verbindung besteht: Sie haben zusammen beim Militär gedient. Trotz Schröders Warnung will Zorn sich in der Bar umsehen. Deren Besitzer ist polizeibekannt, da er mit dem ersten Opfer, Sigrun Bosch, liiert war und von ihr wegen Misshandlung angezeigt worden ist. Zorn konfrontiert Stapic damit und will ihn ins Präsidium mitnehmen. Als Stapic sein unweit geparktes Fahrzeug mit der Fernbedienung öffnet, fliegt es in die Luft. Die Explosion setzt Zorn außer Gefecht, und Stapic setzt sich ab.
Wieder bei Bewusstsein wird Zorn von Mahler angerufen, der inzwischen ebenfalls untergetaucht ist und sich nun mit ihm treffen will. Inzwischen erfährt Schröder, dass Stapic Mahlers Tochter aus dem Krankenhaus entführt hat. Da Zorn telefonisch nicht erreichbar ist, durchsucht Schröder auf eigene Faust Stapics Bar und findet das im Rollstuhl sitzende Mädchen dort vor. Dabei wird er von Stapic überrascht, überwältigt und niedergestochen. Mittlerweile trifft Zorn sich mit Mahler. Auf der Fahrt zu einem abgelegenen Industriegebiet bringt der Licht ins Dunkel: Er, Sauer und Stapic dienten in der NVA und trafen sich nach Ende ihrer Dienstzeit hin und wieder, um zu feiern. Bei der letzten Feier vor fünf Jahren fuhren sie im betrunkenen Zustand nach Hause durch eben jenes abgelegene Industriegebiet und überfuhren dabei eine Frau, die den Unfall nicht überlebte. Da es außer ihnen keine Zeugen gab, beschlossen sie, die Leiche verschwinden zu lassen und Mahler als den Fahrer zu decken, auch um Sauers beginnende Karriere als Staatsanwalt nicht zu gefährden. Als nun Sigrun Bosch kürzlich Stapic anzeigte und sein Kind abtreiben ließ, nahm Stapic aus Rache Kontakt zu Mahler auf, der sie als Gegenleistung für sein Schweigen umbringen sollte, während er selbst sich ein Alibi verschaffte. Da Mahler sich zunächst weigerte, fuhr Stapic dessen Tochter an, um seiner Forderung Nachdruck zu verleihen, sodass Mahler die Tat schließlich ausführte. Stapic war es auch, der danach Hannah und Sauer umbrachte, als er sich in Gefahr wähnte, entdeckt zu werden. Nun ist Stapic mit Mahlers Tochter auf dem Weg zu ihm, ohne zu wissen, dass dieser den Hauptkommissar mitgebracht hat.
Kurze Zeit später trifft Stapic tatsächlich ein. Es stellt sich heraus, dass Mahler die Bombe in Stapics Wagen platziert hatte. Als beide sich auf der Straße anschreien, schleicht Zorn sich von hinten an, Stapic bemerkt dies jedoch und schlägt ihn nieder. Im folgenden Handgemenge wird er von Mahler erschossen. Dieser bittet Zorn, sich um seine Tochter zu kümmern, geht davon und erschießt sich selbst. Abschließend lässt ein Anruf Zorn zum Krankenhaus eilen, wo er gerade noch rechtzeitig eintrifft, um zu sehen, wie Schröder, schwer verletzt, doch bei Bewusstsein und zuversichtlich wie immer, zum OP transportiert wird.

## Produktion

### Produktionsnotizen
Produziert wurde der Film von der filmkombinat Nordost GmbH & Co. KG. Die Aufnahmeleitung hatten Michael Wanka und Stefan Wolf, die Produktionsleitung Jens W. Meyer und die Herstellungsleitung für die ARD Degeto Kirsten Frehse. Die Dreharbeiten in Halle an der Saale begannen am 22. Oktober und endeten am 23. November 2013.

### Hintergrund
Mišel Matičević antwortete in einem Gespräch mit der Nachrichtenagentur dpa auf eine entsprechende Frage, er wisse nicht, „ob ein Mensch und damit eine Figur sich glaubhaft nur mit einer Gemütslage durch das Leben bewegen“ könne. Es gehe ja nicht nur um den Kommissar, sondern auch um den Menschen dahinter. Und es sei ja nicht so, dass jeder Kommissar oder Mensch eine Frohnatur sei und immer mit guter Laune durchs Leben gehe. Auf eine weitere Frage, warum der Job eines Kommissars so beliebt bei Schauspielern und Zuschauern sei, meinte er, möglicherweise seien das „Überbleibsel aus der Kindheit. Wollten wir nicht fast alle immer Räuber und Gendarm spielen?“ Und da man als Erwachsener für solche Spiele zu alt sei, schaue man dann solchen Handlungen gerne zu.

### Soundtrack
- Miss You – Rolling Stones
- Like a Virgin – Madonna
- Spanish Flea – Herb Alpert
- With a Little Help from My Friends – ortoPilot

## Rezeption

### Einschaltquote
Die Erstausstrahlung von Zorn – Tod und Regen am Donnerstag, 8. Mai 2014 wurde in Deutschland von 5,45 Millionen Zuschauern gesehen und erreichte einen Marktanteil von 17,6 % für Das Erste.

### Kritiken
„[…] dieser Film akzentuiert jede ins Krimineske übersetzte dunkeldeutsche Realität auf eigene, auf überzeugende Weise. Was für eine Überraschung, und das bei einer Produktion, die im Auftrag des ARD-Süßstofffabrikanten Degeto entstanden ist.“

„Misel Matičević, seit 'Hotte im Paradies' eher abonniert auf taffe Prollhelden, verkörpert den Loser mit großer Spielfreude, auch wenn die Figur filmisch zuweilen auf schmalem Grat wandelt. Stellenweise nehmen die Kraftausdrücke und Mittelfinger dann doch überhand.“

Die Kritiker von TV Spielfilm gaben dem Film für Humor, Anspruch, Action und Erotik je einen von drei möglichen Punkten, für Spannung zwei, zeigten mit dem Daumen nach oben, sprachen von einer „bizarr gegen den Strich gebürsteten Reihe fernab des ‚Tatort‘-Mainstreams“ und zogen das Fazit: „Das etwas andere Team: fies abgründig!“ Die Redaktion von TV Movie sah das ähnlich und meinte, „zwei nicht alltägliche Polizisten wollen Licht ins Dunkel bringen.“ Fazit: „Düster fesselnd und trotzdem witzig.“
Rainer Tittelbach von tittelbach.tv gab dem Film fünf von sechs möglichen Sternen und fasste zusammen: „Viele Leichen, viel Blut, viel Nacht, viel Regen. ‚Zorn – Blut und Regen‘ setzt auf Bilder, auf Atmosphäre, auf filmische Qualitäten. Der Film von Mark Schlichter nach dem Roman von Stephan Ludwig entwirft eine eigene Welt zwischen Hallenser Abrissbirnen-Realität und dem tiefen Schmerz eines Wut-Ermittlers mit Gefühl. Alles zerfällt neben Kommissar Zorn – nur Frohnatur Schröder hält die Stellung. Ein Krimi mit Stil, Seele, Ironie. Ein Genre-Konstrukt, das besser funktioniert als alle anderen, sehr viel prominenteren neuen ARD-Krimikonzepte der letzten zwei Jahre. Und die Chemie zwischen Matičević und Ranisch ist perfekt!“ Weiter staunt der Kritiker: „Zwei so angenehm befremdliche Kommissare hätte man als Letztes von der Degeto und dem MDR erwartet.“ Der Film habe „das ungewöhnlichste Krimi-Konzept, das ein ARD-Sender in den letzten zwei Jahren vorgestellt“ habe. Es sei „ein Krimi mit Stil, mit Seele, mit Ironie“ – „ein Film aus einem Guss“.
Tilmann P. Gangloff, der den Film für evangelisch.de bewertete, war der Ansicht, der grundsätzlich großartige Mišel Matičević sei eine wunderbare Besetzung für diesen recht heruntergekommenen Kommissar. Der Kritiker meinte, „nicht nur Matičević, auch Katrin Bauerfeind […] und Katharina Nesytowa“ […] sorgten für „darstellerische Glanzpunkte“. Dass „dies für Axel Ranisch nur mit Abstrichen“ gelte, sei „nicht dem Schauspieler anzulasten“. Der „Gesamtqualität des Films“ würden auch die zu rügenden Comedy-Einlagen „keinen Abbruch“ tun. „Interessant“ sei auch die Rollenbesetzung mit Lucas Gregorowicz und Thorsten Merten und „die Auflösung der Geschichte, die sich als Pakt mit dem Teufel“ entpuppe, sei „ein echter Clou“. Aber „herausragend“ sei „die Bildgestaltung durch Benedict Neuenfels. Das Nachtlicht, in das er Halle tauch[e], sei wahre Kunst“.
Auf der Seite Kino.de hieß es, „Misel Maticevic“ verkörpere den Titel gebenden, „ewig übellaunigen Hauptkommissar perfekt“. Co-Drehbuchautor Ludwig, der in Halle lebt, rücke „‚seine‘ Stadt geschickt ins Zentrum der Handlung – Plattenbauten, dunkle Straßen, winklige Gassen, Industriegelände. Der stets stilsichere Benedict Neuenfels sorg[e] für die nachtschwarzen, nass-kalten Bilder – viel Schatten, wenig Licht. Versiert steiger[e] der Thriller-erfahrene Mark Schlichter die Spannung, bald explodier[e] die Gewalt im Wortsinn. Ein Krimi der seine Bezeichnung verdien[e]. Fortsetzung folgt – hoffentlich!“
Focus schrieb, in dem ARD-Krimi ‚Zorn – Tod und Regen‘ sei es „ziemlich düster“, und in Halle/Saale scheine es „viele finstere Ecken zu geben“. Jedenfalls würden sie von Regisseur Mark Schlichter und Kameramann Benedict Neuenfels „ausführlich in Szene gesetzt, was auch für das seltsam anmutende Ermittlerpaar“ gelte, das „kongenial“ zusammenpasse. „Das lakonische Zusammenspiel der beiden Schauspieler“ mache „richtig Spaß – was auch daran liegen“ könne, „dass Stephan Ludwig, der Autor der Zorn-Romane, gleichzeitig der Co-Autor des Drehbuchs“ sei.
Julian Miller von Quotenmeter.de konnte dem Film nichts abgewinnen und rügte: „Das Potential dieser nicht uninteressanten Figur Zorn und das Talent seines Darstellers – sie werden vergeudet, um einen im Kern spannenden Stoff so weit zu banalisieren wie möglich und ihm all möglichen hirnverbrannten Konventionen überzustülpen, bis am Schluss wenig mehr als anbiedernder Stuss übrig bleibt. Da könnte man fast ein bisschen zornig werden.“
Ähnlich drastisch drückte das Kester Schlenz vom Stern aus, der schrieb, der Film „hau[e] einen wirklich um. Weil er so schlecht, wie ärgerlich“ sei. Schlenz wollte wissen, warum man „uns Zuschauern so etwas antue“ und warum „ein toller Schauspieler wie Mišel Matičević“ sich so „unter Wert“ verkaufe und warum ausgerechnet Katrin Bauerfeind „mit einer tumben Rolle in diesem Film die Frauenbewegung um 50 Jahre“ zurückwerfe. Weiter hieß es, dieser erste Fall mache „allerdings wenig Lust auf Fortsetzungen“. Zum Schluss fällte Schlenz „Das Urteil: Dieser Film ist vorsätzliche Körperverletzung. Ein wirklich schwerer Fall. Mildernde Umstände liegen nicht vor“.
Auch der Filmdienst bewertete den Film eher negativ. Dort hieß es: „Bemüht-aufgesetzter (Fernseh-)Krimi, der vor allem aus seiner reizvollen Besetzung kein Profil bezieht, die Qualitäten der Darsteller vielmehr in konventionell reproduzierte Rollenklisches presst. Auch der bemerkenswerten Kameraarbeit nur wenig vertrauend, verlässt sich der Film auf ein allzu verquastes Drehbuch und bietet auffällig viel Blut. – Ab 16.“
Prisma merkte an: „Neben witzigen Momenten überrascht diese tragische Rachegeschichte nicht nur mit ungewöhnlichen Wendungen, sondern auch mit durchaus deftigen Szenen.“